# Sylvia Gibson
Sylvia Martina Gibson, född 5 april 1919 i Göteborg, död 29 november 1974 i Göteborg, var en svensk landskapsarkitekt, skribent och lärare.

## Biografi

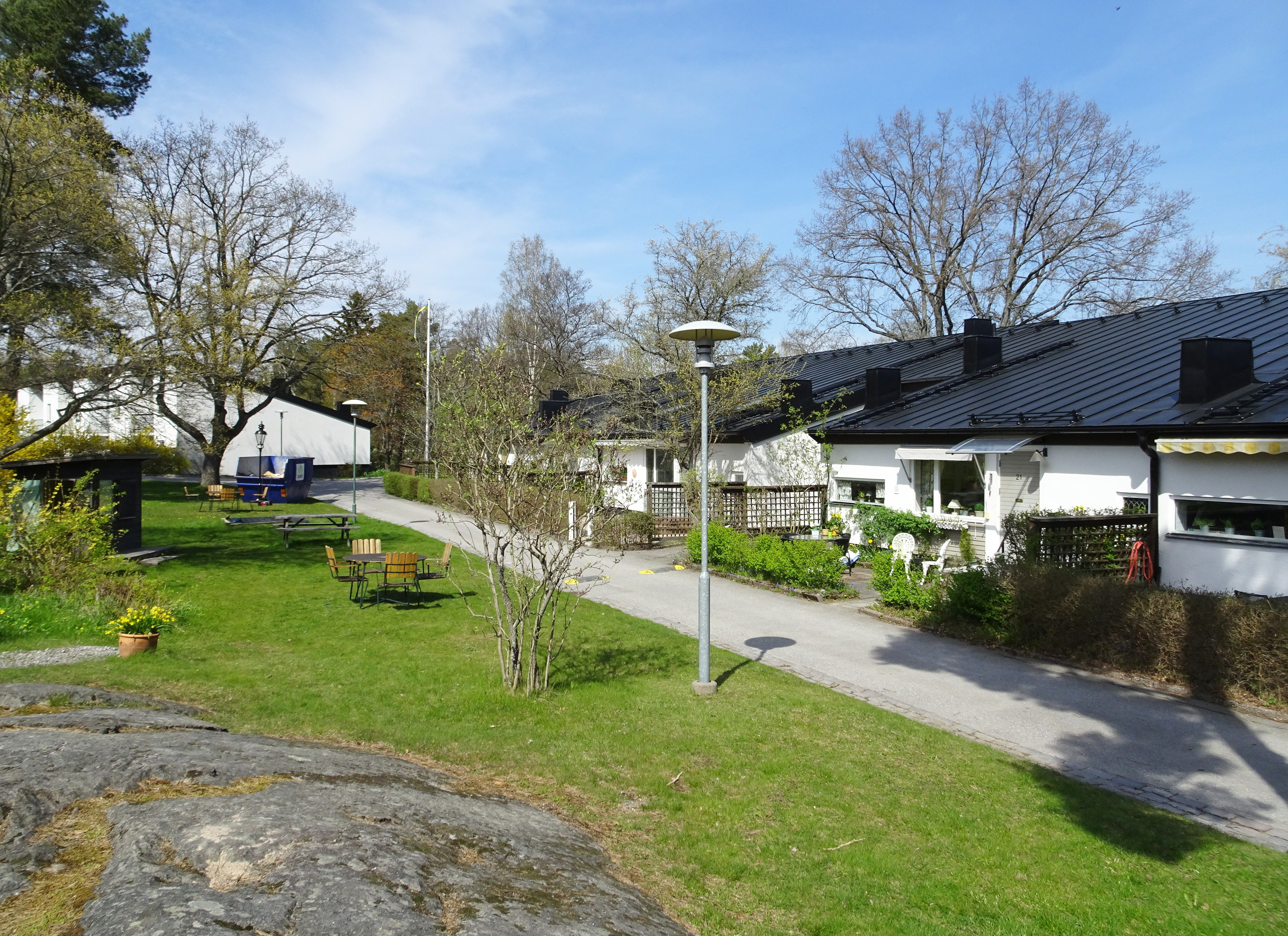
Landskapsgestaltningen för radhusområde i kvarteret Kampö, Farsta, arkitekt Birger Nygell (1958).

Sylvia Gibson föddes i Göteborg men växte upp utomlands, främst i England och Belgien. Hon utbildade sig till landskapsarkitekt. Liksom flera andra svenska kvinnor studerade hon vid Horticultural College for Women i Swanley i Kent 1936–1939. Studierna i England föregicks av arbete vid en privat trädgård i Sverige. Efter att ha erhållit ett General Horticultural Certificate 1939 arbetade Sylvia Gibson i Belgien. Därefter följde ytterligare praktik i trädgårdar i Sverige, bland annat vid Magnus Johnsons Plantskola och kontor i Stockholm. Hon vidareutbildade sig därefter vid hortonomlinjen vid Alnarpsinstitutet (nuvarande Sveriges lantbruksuniversitet, SLU) varifrån hon utexaminerades 1947. Hon arbetade vid Sven A Hermelins och Inger Wedborns kontor från 1947 till 1954. Till uppdragen från denna tid hör Svedmyra pensionärshem i Stockholm, tjänstebostäder vid Norrbottens järnverk och Villa Meiton i Djursholm, Studentstaden i Uppsala samt ett flertal kvarter i Hässelby villastad. Ett av Sylvia Gibsons första självständiga uppdrag från 1950-talets början var trädgården vid Villa Ranängen i Djursholm, ritad av Léonie Geisendorf.
Sylvia Gibson drev eget kontor i Stockholm 1955–1966, tidvis med flera anställda landskapsarkitekter och kartritare. Till kontorets många uppdrag hörde gestaltningen av utemiljöer vid mentalsjukhus, däribland Frösö sjukhus på Frösön, Vipeholm i Lund, Mellringe i Örebro, Sundby sjukhus i Strängnäs och Salberga i Sala. Markplanering vid bostadsområden tillhörde kontorets vanligaste uppdrag och under de drygt tio år som Sylvia Gibson drev sin verksamhet arbetade hon och hennes medarbetare med ett trettiotal bostadsområden bland annat i Vimmerby, Jönköping, Arboga, Örebro, Kungsör, Västervik, Sundbyberg och Stockholm. Ett av de största uppdragen gällde småhusområden i Västerås (Nordanby gärde, Brandthovda, Östra Malmaberg, Talltorp och Viksäng) huvudsakligen för bostadsstiftelsen Aroseken omkring 1958–1966.
I dessa uppdrag, som var en effekt av den dåtida expansiva bostadspolitiken, ingick helheten såväl som delarna: planering av gaturummet, gemensamma parkområden med sittplatser och andra arrangemang, radhusträdgårdar, lekplatser, barnträdgård och så vidare. Bland beställarna fanns Hyresgästernas sparkasse- och byggnadsförening (HSB), kommunala bolag och lokala stiftelser. Utöver bostadsområdena hade Sylvia Gibson uppdrag som omfattade såväl villaträdgårdar som oljeraffinaderier och liknande tung industri. Mellan 1966 och 1974 var hon verksam vid parkförvaltningen i Göteborg, bland annat med trafikleder och landskapsanalyser inför exploatering samt bostadsområden som Gårdsten. Parallellt med sina uppdrag som gestaltande landskapssarkitekt undervisade hon vid Kungliga konsthögskolans arkitektutbildning i Stockholm 1967–1972 och från omkring 1970 också vid Chalmers tekniska högskola i Göteborg.
Sylvia Gibson hade också ett professionellt engagemang för landskapsarkitekters fackliga frågor och för utbildningens kvalitet, vilket visar sig i styrelsearbeten, internationella kontakter och utredningsarbeten. Hon satt i styrelsen för Föreningen för dendrologi och parkvård, Sveriges hortonomförbund samt Föreningen Svenska Trädgårdsarkitekter. Hon gjorde tillika en stor insats som Sveriges delegat i International Federation of Landscape Architects (IFLA) 1954–1966 och även som ledamot i IFLA:s utbildningskommitté och stadgekommitté, samt som delegat vid de flesta av IFLA:s kongresser runt om i världen.
Sylvia Gibsons skriftliga produktion är omfattande och avspeglar hennes intresse för internationella frågor. Hon publicerade sig huvudsakligen i publikationer riktade till professionella landskapsarkitekter, som Havekunst och Landskab samt IFLA:s publikationer. Hon gjorde också presentationer av egna uppdrag, vilka ofta ger en fördjupad bild av dessa projekt. Ytterligare andra texter, som de i Hem i Sverige, riktade sig till allmänheten och kunde avhandla hur man gjorde en fin plats för bilen i trädgården, hur man skulle hjälpa småfåglarna eller vilka sommarblommor man kunde välja. Sylvia Gibson hade även omfattande redaktionella uppdrag för årsskriften Lustgården och för de nordiska tidskrifterna Havekunst och Landskab och var tillsammans med Madeleine Hönig redaktör för Trädgården som hobby, utgiven första gången 1953 och därefter i ytterligare tre upplagor.
Genom Sylvia Gibsons gestaltande uppdrag och skriftliga produktion kan man följa hur samhället utvecklades under 1950- och 1960-talen mot storskaligare sjukhusmiljöer, ökat bostadsbyggande och en kraftig utbyggnad av trafikleder.
Sylvia Gibson dog 1974 och är begravd på Östra kyrkogården i Göteborg.